# ATC 코드 A08
ATC 코드 A08은 ATC 코드의 식이요법 제품을 제외한 비만치료제로 작용하는 약물을 정리한 코드이다.

ATC 코드 A 소화관 및 대사의 하위그룹을 이룬다.
동물용 의약품을 위한 코드(ATCvet 코드)의 경우 인체의약품 코드 앞에 Q가 들어가게 된다. 예 : QA08.

## A08A 식이요법 제품을 제외한 비만치료제

### A08AA 중추신경 작용 비만치료제
A08AA01 Phentermine
A08AA02 Fenfluramine
A08AA03 Amfepramone
A08AA04 Dexfenfluramine
A08AA05 Mazindol
A08AA06 Etilamfetamine
A08AA07 Cathine
A08AA08 Clobenzorex
A08AA09 Mefenorex
A08AA10 Sibutramine
A08AA56 Ephedrine, combinations

### A08AB 말초신경 작용 비만치료제
A08AB01 Orlistat
QA08AB90 Mitratapide
QA08AB91 Dirlotapide

### A08AX 기타 비만치료제
A08AX01 Rimonabant

## 같이 보기
- ATC코드 내 식이요법 제품: ATC 코드 V06A.